# Глицерин
Глицери́н (от греч. γλυκερός «сладкий») — органическое соединение, простейший представитель трёхатомных спиртов с формулой {\displaystyle {\ce {C3H5(OH)3}}}. Представляет собой вязкую прозрачную жидкость со сладким вкусом. Нетоксичен, в отличие, например, от простейших двухатомных спиртов.
Синонимы: глицеро́л, пропантриол-1,2,3, Е422.

## Физические свойства
Бесцветная вязкая жидкость без запаха. Сладкий на вкус, отчего и получил своё название (др.-греч. γλυκερός — сладкий). Имеет относительную плотность {\displaystyle d_{4}^{20}}=1,260, коэффициент преломления {\displaystyle n_{D}^{20}}=1,4740. Температура плавления 17,9 °C, кипит при 290 °C, частично при этом разлагаясь. Гигроскопичен, поглощает воду из атмосферы в количестве до 40 % от собственной массы. С водой, метанолом, этанолом, ацетоном смешивается в любых пропорциях, не растворим в эфире и хлороформе, но растворяется в их смесях с этанолом. Глицерин не растворяется в жирах, бензине, бензоле, но является растворителем многих неорганических и органических веществ: солей, щелочей, сахаров.
При растворении глицерина в воде выделяется теплота и происходит контракция — уменьшение объёма раствора. Смеси глицерина с водой обладают температурой плавления значительно более низкой, чем каждое из веществ по отдельности, например, при массовом содержании глицерина в 66,7 % в растворе с водой смесь замерзает при −46,5 °C.
Образует азеотропные смеси с нафталином, его производными и рядом других веществ.

## Химические свойства
Молярная масса 92,09 г/моль. Химические свойства глицерина типичны для многоатомных спиртов.
Взаимодействие глицерина с галогеноводородами или галогенидами фосфора ведёт к образованию моно- и дигалогенгидринов.
Глицерин этерифицируется карбоновыми и минеральными кислородосодержащими кислотами с образованием соответствующих сложных эфиров. Так, с азотной кислотой глицерин образует тринитрат — нитроглицерин (получен в 1847 году. Асканио Собреро), использующийся в настоящее время в производстве бездымных порохов.
При дегидратации он образует токсичный акролеин:
и окисляется до глицеринового альдегида {\displaystyle {\ce {CH2OHCHOHCHO}}}, дигидроксиацетона {\displaystyle {\ce {CH2OHCOCH2OH}}} или глицериновой кислоты {\displaystyle {\ce {CH2OHCHOHCOOH}}}.
Сложные эфиры глицерина и высших карбоновых кислот — жиры являются важными метаболитами, существенное биологическое значение также имеют фосфолипиды — смешанные глицериды фосфорной и карбоновых кислот.

## Получение
Глицерин впервые был получен в 1779 году Карлом Вильгельмом Шееле при омылении жиров в присутствии оксидов свинца. Основную массу глицерина получают как побочный продукт при омылении жиров.
Большинство синтетических методов получения глицерина основано на использовании пропилена в качестве исходного продукта. Хлорированием пропилена при 450—500 °С получают аллилхлорид, при присоединении к последнему хлорноватистой кислоты образуются хлоргидрины, например, {\displaystyle {\ce {ClCH2CHOHCH2Cl}}}, которые при омылении щёлочью превращаются в глицерин:
{\displaystyle {\ce {ClCH2CHOHCH2Cl + 2 NaOH -> OHCH2CHOHCH2OH + 2NaCl}}}.
На превращениях аллилхлорида в глицерин через дихлоргидрин или аллиловый спирт основаны другие методы.
Известен также метод получения глицерина окислением пропилена в акролеин; при пропускании смеси паров акролеина и изопропилового спирта через смешанный {\displaystyle {\ce {ZnO}}} — {\displaystyle {\ce {MgO}}} катализатор образуется аллиловый спирт. Он при 190—270 °C в водном растворе перекиси водорода превращается в глицерин.
Глицерин можно получить также из продуктов гидролиза крахмала, древесной муки, гидрированием образовавшихся моносахаридов или гликолевым брожением сахаров. Также глицерин получается в качестве побочного продукта при производстве биотоплива.

## Биологическая роль
Глицерин используется в глюконеогенезе (процессе образования глюкозы в печени). Под действием ферментов печени глицерин последовательно превращается в глицеральдегид-3-фосфат, дигидроксиацетонфосфат, глицеральдегидтрифосфат, который далее участвует в цепи гликолиза.
Глицерин синтезируется дрожжами, при этом его количество зависит от условий их культивирования.
В небольших количествах глицерин образуется при ферментации виноматериалов и придаёт им сладковатый оттенок. Наибольшая концентрация глицерина, около 10 г/л, присутствует в сладких винах, в частности, ботритизированных.

### В медицине
Содержание глицерина в сыворотке крови человека отражает концентрацию триглицеридов и сумму насыщенных жирных кислот, мононенасыщенных жирных кислот и ненасыщенных жирных кислот, которые структурированы в составе липопротеинов очень низкой плотности (ЛПОНП). Повышенный уровень глицерина характеризует нарушение поглощения клетками мононенасыщенных и насыщенных жирных кислот в составе ЛПОНП. Высокий уровень глицерина в плазме крови и в ЛПОНП прогностически более неблагоприятный фактор риска, чем повышение уровня холестерина.
Глицерин ускоряет старение.

### Производные глицерина

#### Глицериды

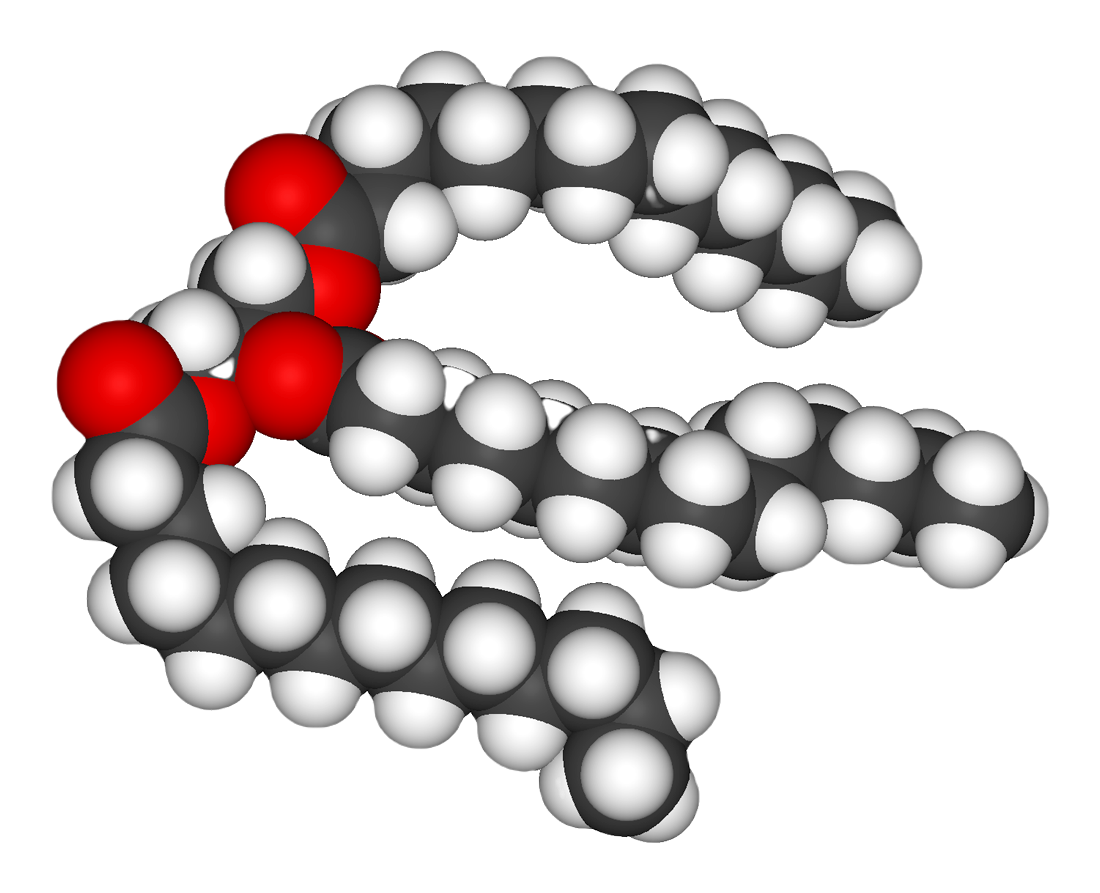
Шариковая модель триглицерида. Красным цветом выделен кислород, чёрным — углерод, белым — водород

Триглицериды (жиры) являются производными (эфирами) глицерина и образуются при присоединении к нему высших жирных кислот. Триглицериды являются важными компонентами в процессе обмена веществ в живых организмах. Они гидрофобны и нерастворимы в воде, так как гидроксильные группы глицерина заменены малополярными остатками жирных кислот.

## Применение
Область применения глицерина разнообразна: пищевая промышленность, табачное производство, электронные сигареты, медицинская промышленность, производство моющих и косметических средств, сельское хозяйство, текстильная, бумажная и кожевенная отрасли промышленности, производство пластмасс, лакокрасочная промышленность.
Глицерин является компонентом многих пищевых продуктов, кремов и косметических средств. В косметической промышленности глицерин применяется как влагоудерживающий, смягчающий и увлажняющий компонент. Также он может выступать в роли растворителя, регулятора вязкости и эмульгатора.
Глицерин относится к группе стабилизаторов, обладающих свойствами сохранять и увеличивать степень вязкости и консистенции пищевых продуктов. Зарегистрирован как пищевая добавка Е422, и используется в качестве эмульгатора, при помощи которого смешиваются различные несмешиваемые ингредиенты.
Поскольку глицерин хорошо поддаётся желированию и горит без запаха и чада, его используют для изготовления высококачественных прозрачных свечей и основы для жидкости, используемой в дым-машинах.
В прошлом глицерин использовался для изготовления динамита.
В последние годы глицерин используется, наряду с пропиленгликолем, в качестве основного компонента для приготовления жидкости и картриджей для электронных сигарет.
Используется в криобиологии и крионике как основной компонент популярных проникающих криопротекторов для криоконсервирования анатомических препаратов, биологических тканей и организмов.